# ビッグ・プレゼント'70
『ビッグ・プレゼント'70』（ビッグプレゼントななじゅう）は、1970年4月12日から同年9月13日までTBS系列局が編成していたTBS製作の単発特別番組枠である。全23回。

## 概要
TBSが日曜ゴールデンタイムに初めて設けた単発特番枠である。
本枠は、当時大阪万博（日本万国博覧会）が海外のアーティストたちを招いて行っていたショーを中心に放送。他に、プロ野球ナイター中継やプロボクシング中継も行っていた。
大阪万博の閉幕日をもって本枠も廃止された。

## 放送時間
- 通常は20:00 - 20:56（JST）だが、プロ野球ナイター中継の回は20:00 - 21:26（JST）に拡大。その際は20:56のスポットニュース『JNNフラッシュニュース』は21:26に繰り下げ、21:00のドラマ『女房タブー集』は休止された。
- なお7月19日放送の『オールスターゲーム・第2戦』中継は19:00 - 21:26に拡大して放送、『女房タブー集』は元より、19:00（『タケダアワー』枠）の『柔道一直線』と19:30（『不二家の時間』枠）の『サインはV』（岡田可愛主演版）も休止された。

## 放送番組一覧
| 放送日 （1970年） | タイトル                                        | 主な出演者                                             | 備考                                              |
| ----------------- | ----------------------------------------------- | ------------------------------------------------------ | ------------------------------------------------- |
| 4月12日           | サミー・デイヴィスJr.のすべて                   | サミー・デイヴィスJr. ミッキー安川（インタビュアー）   |                                                   |
| 4月19日           | プロ野球中継「阪神×巨人                         |                                                        | 朝日放送制作                                      |
| 4月26日           | 関東遊侠伝                                      | 小林旭、宍戸錠、五月みどり                             | プロ野球中継「大洋×巨人」の雨天中止に伴い編成     |
| 5月3日            | プロボクシング中継 藤猛VSペニト・ファーレス     |                                                        |                                                   |
| 5月10日           | プロ野球中継「中日×巨人」                       |                                                        | 中部日本放送制作                                  |
| 5月17日           | プロボクシング中継 岡田晃一VS中根高雄           |                                                        |                                                   |
| 5月24日           | プロ野球中継「大洋×巨人」                       |                                                        |                                                   |
| 5月31日           | サンレモ音楽祭EXPO'70                           | ジリオラ・チンクエッティ、岸洋子、セルジオ・エントリゴ |                                                   |
| 6月7日            | プロ野球中継「ヤクルト×巨人」                   |                                                        | [ 1 ]                                             |
| 6月14日           | ジルベール・ベコー・ショー                      | ジルベール・ベコー 石井好子（インタビュアー）          |                                                   |
| 6月21日           | プロ野球中継「阪神×巨人」                       |                                                        | 朝日放送制作                                      |
| 6月28日           | フランク・シナトラ・ショー                      | フランク・シナトラ                                     |                                                   |
| 7月5日            | 新選組始末記（1963年大映版）                    | 八代目市川雷蔵、天知茂、若山富三郎、松本錦四郎         | プロ野球中継「広島東洋×巨人」の雨天中止に伴い編成 |
| 7月12日           | メリー・ホプキン、ビートルズとともに            | メリー・ホプキン、ビートルズ                           |                                                   |
| 7月19日           | プロ野球中継「オールスターゲーム・第2戦」       |                                                        | 朝日放送制作。19:00から放送                       |
| 7月26日           | プロ野球中継「大洋×巨人」                       |                                                        |                                                   |
| 8月2日            | プロ野球中継「阪神×巨人」                       |                                                        | 朝日放送制作                                      |
| 8月9日            | パリをあなたに                                  |                                                        |                                                   |
| 8月16日           | プロボクシング中継 沼田義明VSレイモンド・リベラ |                                                        |                                                   |
| 8月23日           | プロ野球中継「広島東洋×巨人」                   |                                                        | 中国放送制作                                      |
| 8月30日           | フィリップス・ディメンション・ショー            | フィリップス・ディメンション                           |                                                   |
| 9月6日            | プロ野球中継「ヤクルト×巨人」                   |                                                        | [ 1 ]                                             |
| 9月13日           | さよならEXPO'70                                 |                                                        |                                                   |

参考：『朝日新聞・縮刷版』朝日新聞社、1970年4月12日 - 同年9月13日のラジオ・テレビ欄。

## エピソード
- 上記の通り9月13日は「さよならEXPO'70」を放送したが、当日は10:30 - 11:00でも全民放テレビで日本万国博閉幕特別番組『さよなら万国博』を放送したため、TBSでは2度も万博閉幕番組を放送した。